# Storting

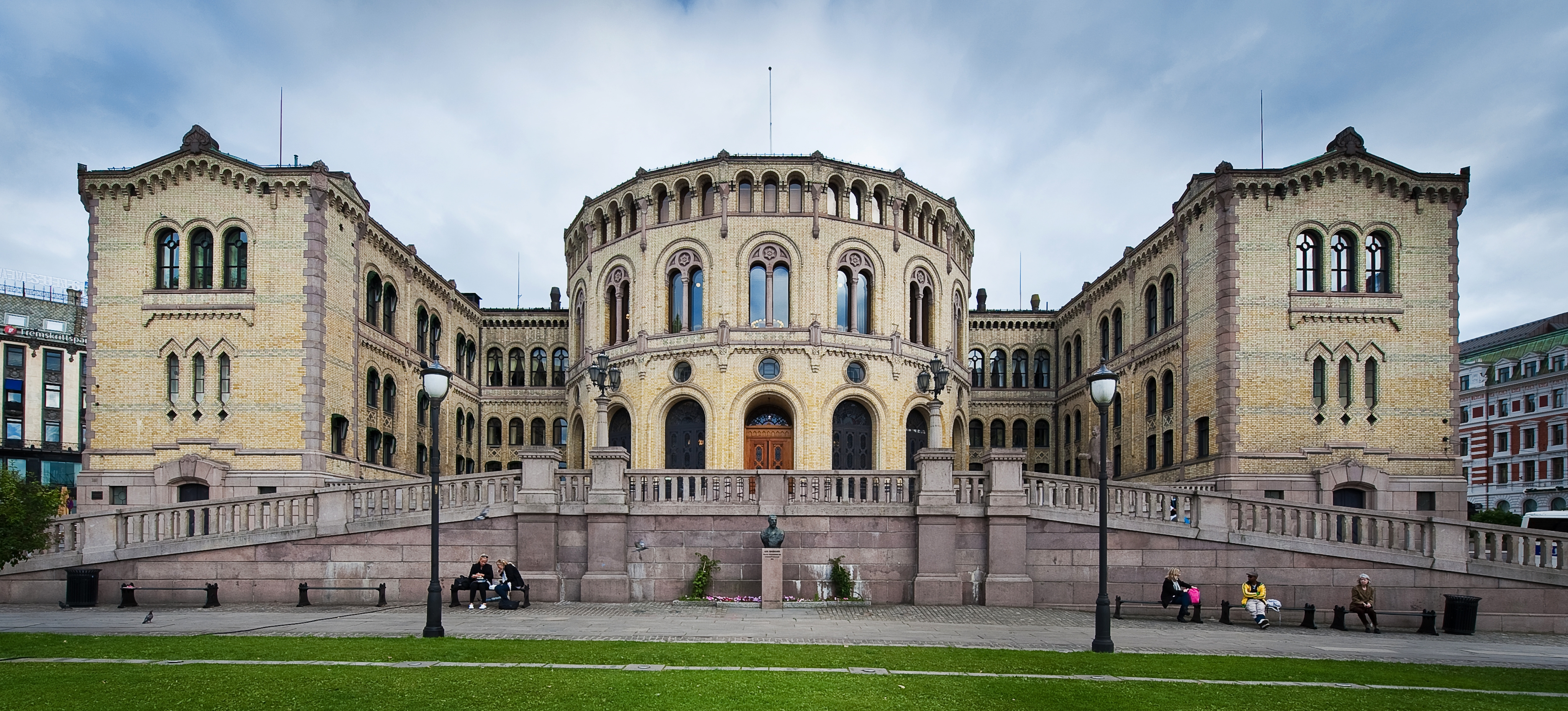
Il Palazzo del Parlamento a Oslo

Lo Storting o Stortinget (lett. in norvegese: il Parlamento), è il parlamento monocamerale della Norvegia, titolare del potere legislativo nel sistema politico del paese. Ha 169 membri, eletti per un mandato quadriennale tramite un sistema proporzionale a lista di partito. 
L'assemblea è guidata da un presidente e da cinque vicepresidenti. I membri del parlamento sono suddivisi in sedici commissioni. Gran parte delle agenzie pubbliche della Norvegia sono subordinate al governo, ma solo due di esse (la “Commissione di supervisione dell'intelligence parlamentare” e l' “Ufficio dell'uditore generale”) sono direttamente subordinati al parlamento.
Il parlamento venne fondato con la Costituzione della Norvegia nel 1814 e sin dal 1866 si riunisce nel palazzo del parlamento ad Oslo, disegnato da Emil Victor Langlet. Il parlamentarismo venne inaugurato nel 1884.
Una commissione nominata dal Parlamento Norvegese decide a chi assegnare il premio Nobel per la pace.

## Storia
Il parlamento nella sua forma attuale venne costituito a Eidsvoll nel 1814, anche se le sue origini possono essere ricondotte alle prime assemblee riportate dalle fonti storiche nazionali del IX secolo. 
Esse erano, in un primo tempo, unicamente assemblee localizzate incaricate di discutere problematiche legali e politiche. Queste adunanze vennero gradualmente formalizzate e pertanto divennero dapprima regionalizzate e infine derivarono la loro autorità direttamente alla corona, divenendo, quindi, in molti casi, elementi fondamentali per la politica nazionale. Dal momento che la Norvegia, sin dal X secolo, era identificabile con un'entità geopolitica ben precisa, queste le assemblee regionali arcaiche (Frostating, Gulating, Eidsivating e Borgarting) vennero amalgamate a formare un unico corpo di organi legislativi sotto il regno di re Magnus Lagabøte durante la metà del XIII secolo.
Questo condizione rimase in atto sino alla proclamazione della monarchia assoluta nel 1660 da parte di Federico III; questa scelta venne ratificata dal passaggio del King Act del 1665, che unificò inoltre i domini di Danimarca e Norvegia sotto un'unione personale sino al 1814, quando la separazione della Norvegia ed il suo passaggio alla Svezia portò alla creazione dello Storting.
Il numero dei seggi dello Storting è variato nel corso degli anni: dai 114 del 1882 ai 117 del 1903, sino al 123 del 1906, per poi passare ai 126 del 1918 ai 150 del 1921, ai 155 del 1973, sino al 157 del 1985 ai 165 del 1989 sino ai 169 del 2005, anno dell'ultima riforma parlamentare.

### L'unicameralismo qualificato (1814–2009)

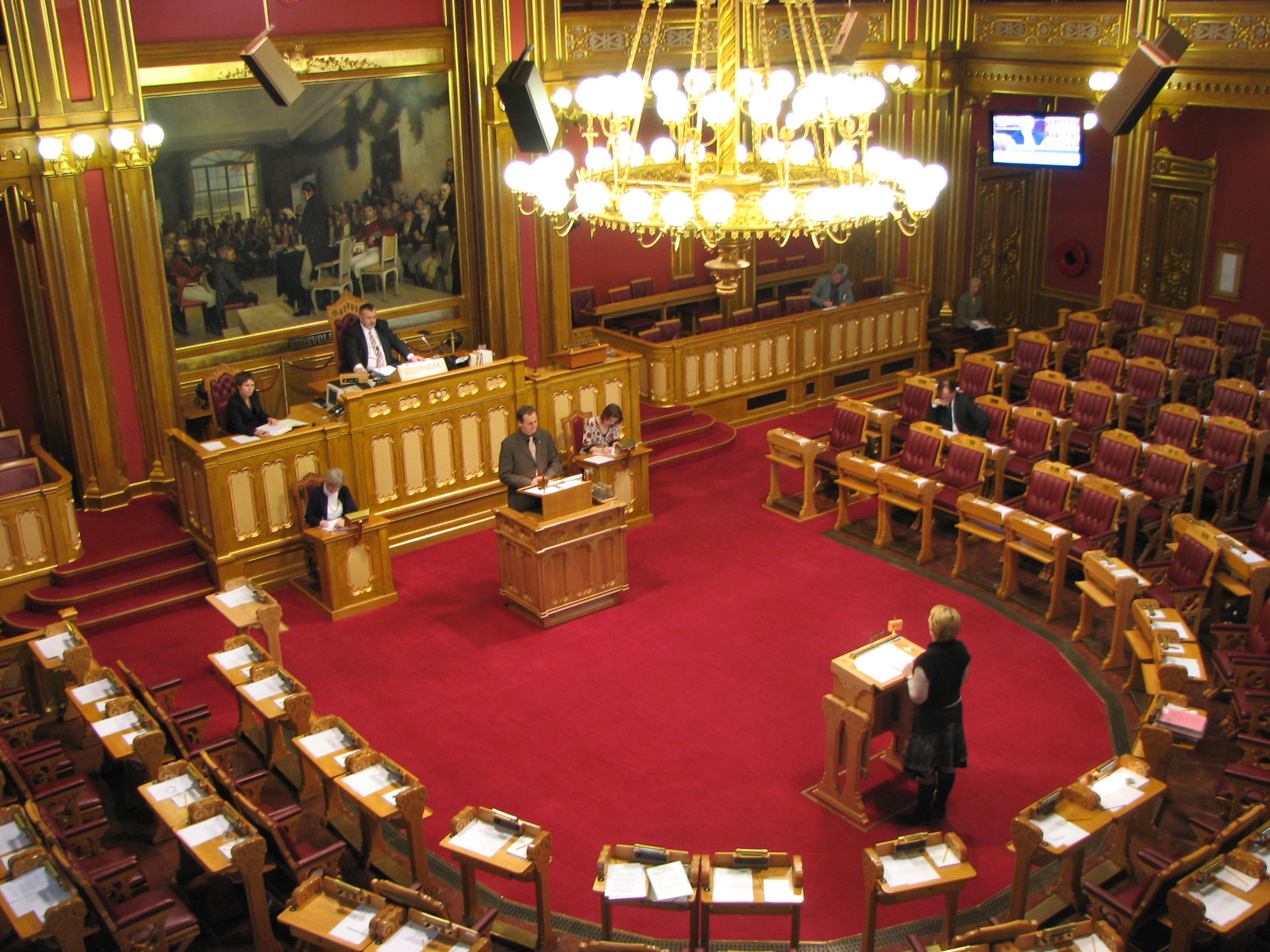
Una riunione nell'emiciclo del parlamento

Anche se lo Storting è rimasto da sempre unicamerale, fino al 2009 si è diviso in due dipartimenti differenti. Dopo le elezioni, lo Storting sceglieva alcuni dei suoi uomini a entrare nel Lagting (una sorta di "camera alta"), mentre altri entravano nell'Odelsting (o "camera bassa"). L'idea di una divisione, sorta nel 1814 era di avere il Lagting come camera alta, cioè con i membri più anziani ed esperti, ma di fatto non esistevano altre divisioni tra i due gruppi che rimasero pertanto ufficialmente uniti in un'unica camera.
Le proposte di legge venivano sottoposte dal governo all'Odelsting o dai membri stessi della camera bassa, mentre ai membri del Lagting non era permesso proporre leggi. Successivamente alla proposta, una commissione stabile composta da membri dell'Odelsting e del Lagting, prendeva in considerazione la proposta di legge per la sua legittimità. Se poi la legge passava alle votazioni dell'Odelsting, veniva inviata al Lagting per essere rivista o accettata. In casi particolari o nel caso in cui non si riuscisse a prendere una decisione, il Lagting poteva inoltrare la decisione al re per assenso reale. Se il Lagting non approvava le decisioni del Odelsting, la proposta veniva rinviata all'Odelsting con le debite modifiche. Se l'Odelsting approvava gli emendamenti del Lagting, la legge veniva siglata dal re. Se il Lagting continuava a proporre altri emendamenti al testo, la proposta veniva sottoposta ad una sessione plenaria dello Storting. Per la sua approvazione, la legge doveva avere il consenso dei due terzi della maggioranza della sessione plenaria.
La proposta che ha portato alla definitiva abolizione del sistema è stata introdotta come emendamento costituzionale nel 2004 ed è stata discussa il 20 febbraio 2007 approvata con 159 favorevoli, 1 contrario e 9 assenti. Ha avuto effetto con le elezioni del 2009.

## Organizzazione

### La presidenza

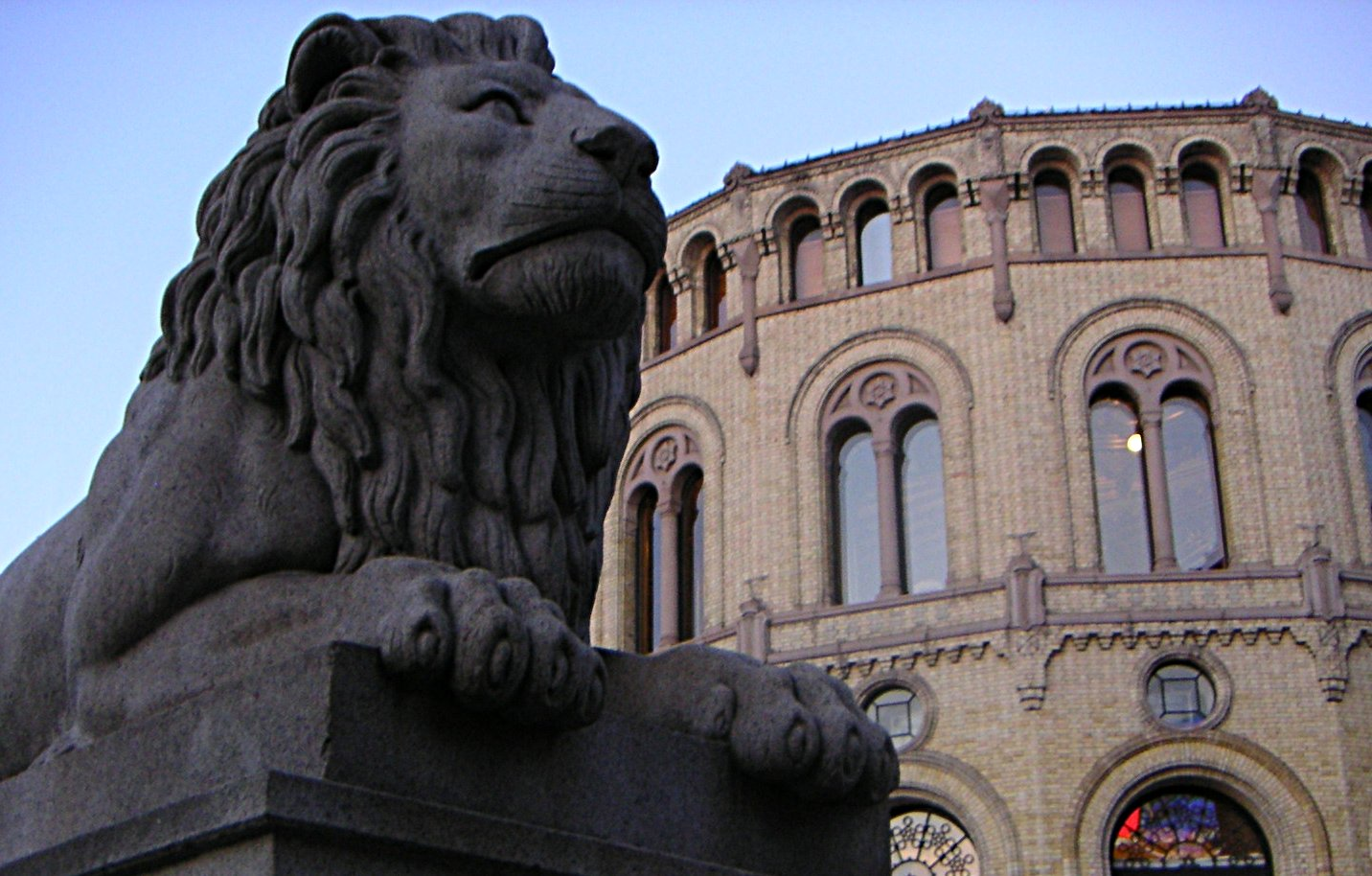
Uno dei leoni al di fuori dello Stortinget

Il potere del Parlamento è presidiato dal Presidente del Parlamento (eletto per un anno) e da cinque vicepresidenti.
| Posizione              | Rappresentante    | Partito |
| ---------------------- | ----------------- | ------- |
| Presidente             | Masud Gharahkhani | AP      |
| Primo Vicepresidente   | Svein Harberg     | H       |
| Secondo Vicepresidente | Nils T. Bjørke    | SP      |
| Terzo Vicepresidente   | Morten Wold       | FrP     |
| Quarto Vicepresidente  | Kari Enriksen     | AP      |
| Quinto Vicepresidente  | Ingrid Fiskaa     | SV      |

### Commissioni permanenti
I membri del parlamento sono dislocati in dodici commissioni permanenti, delle quali undici sono correlate a specifiche esigenze politiche. Quella non compresa è la Commissione Permanente per lo Scrutinio degli Affari Costituzionali.
| Commissione                                |
| ------------------------------------------ |
| Affari e Industria                         |
| Educazione, Ricerca e Affari Ecclesiastici |
| Energia e Ambiente                         |
| Famiglia e Affari Culturali                |
| Finanze e Affari Economici                 |
| Affari Esteri e Difesa                     |
| Salute e Benessere pubblico                |
| Giustizia                                  |
| Lavoro e Affari Sociali                    |
| Governo Locale e Pubblica Amministrazione  |
| Scrutinio e Affari Costituzionali          |
| Trasporti e Comunicazioni                  |

### Gruppi partitici
Ciascun partito viene rappresentato in parlamento da un suo gruppo, guidato da un rappresentante in capo che solitamente è anche il leader del partito stesso ma se questo siede come ministro al governo, solitamente tale carica viene delegata ad un altro membro.